# 和平公园钟楼
和平公园钟楼位于中国江苏省南京市玄武区北京东路北侧的和平公园内，是一座约17米高的钟楼。该钟楼位于国民政府考试院旧址的南北中轴线南端，为四层钢筋混凝土结构、中式建筑风格。据考证，该建筑应是考试院为纪念1934年召开的全国考铨会议而募款修建的钟楼，1937年7月7日建成，当时名为励士塔。该塔曾长期被误认为汪精卫傀儡政权设立的“还都纪念塔”，但汪精卫政权仅仅是在塔的地面部分中央立一块“还都纪念碑”而已，而并未另外建一座塔。2006年，该钟楼被列为南京市文物保护单位，2008年被列为南京重要近现代建筑。

## 周边
- 鸡鸣寺
- 中国科学院南京分院、中国科学院古生物研究所（中央研究院旧址）
- 国民政府考试院旧址
- 国立中央大学旧址